# CPH PIX
CPH PIX er Danmarks største spillefilmfestival. 
CPH PIX er resultatet af sammenslutningen mellem Copenhagen International Film Festival og NatFilm Festivalen. Sammenslutningen skete i 2008, hvor organisationen De Københavnske Filmfestivaler (også kaldet Copenhagen Film Festivals) blev dannet. Denne organisation arrangerer også dokumentarfestivalen CPH:DOX og BUSTER Filmfestival for børn og unge. 
Den første udgave af PIX blev afholdt i april 2009 med et besøgstal på 36.500. Siden er tallet vokset til i 2017 at overstige 78.000 besøgende. 
I 2016 fusionerede CPH PIX med BUSTER Filmfestival for børn og unge, så festivalen nu omfatter en målgruppe af både børn og voksne. Samtidig blev festivalperioden også flyttet fra april til oktober/november. 
Festivalen varer i to uger og finder sted i København med et program, der tæller 200 film fra hele verden og 700 filmrelaterede aktiviteter. CPH PIX præsenterer retrospektive sektioner med kendte filmskabere såsom William Friedkin, Andrzej Zulawski, Terence Davies og Bertrand Bonello - ofte i samarbejde med Cinemateket. 
Festivalen arrangerer seminarer, skoleworkshops, artist talks, filmmusik- og teaterperformances, og gennem årene har kunstnere såsom John Carpenter, Godspeed You! Black Emperor, 
Jean-Michel Jarre, Tangerine Dream og Jóhann Jóhannsson optrådt i forbindelse med festivalen.
Næste udgave af CPH PIX finder sted fra 27. september til 10. oktober 2018. Festivalåret 2018 markerer den tiende udgave af CPH PIX. 
i 2022 lukkede CPH PIX. 

## Festivalprogram
Følgende kategorier udgør gentagende filmsektioner i festivalprogrammet, som kurateres af festivalens programlæggere. 
- New Talent Grand PIX: Festivalens hovedkonkurrence
- PIX Audience Award: Udvalgte film, der konkurrerer om publikums stemmer. Kun film der endnu ikke er opkøbt til dansk biografdistribution indgår i denne sektion.
- Thrills & Kills: en sektion dedikeret til thriller- og gyserfilm.
- Masters of Cinema: udgør nye film af nogle af de største filmskabere.
- Made Indie USA: udgør nye uafhængige filmproduktioner fra USA.
- BUSTER: Et selvstændigt program dedikeret til nye børnefilm. Sektionen er inddelt i et skoleprogram, målrettet danske skoleklasser samt et familieprogram, der vises i festivalens to weekender.
- New World Views: udgør filmiske højdepunkter fra udlandets største festivaler, som udfordrer publikums verdensanskuelse.
- Untamed: en sektion dedikeret til film, der udfordrer vante æstetikker og udtryksformer.

## Priser
CPH PIX uddeler følgende priser:
- New Talent Grand PIX, der går til den bedste debuterende instruktør. Dette er hovedprisen på CPH PIX, og prisen uddeles af en international jury bestående af professionelle fra filmbranchen.
- Politiken's Publikumspris, hvor festivalens publikum stemmer blandt nominerede film.
- BUSTERs Bedste Børnefilm, som uddeles af en børnejury.

Tidligere prisvindere:

### 2009
| Pris                     | Instruktør         | Film                             |
| ------------------------ | ------------------ | -------------------------------- |
| New Talent Grand PIX     | Peter Strickland   | Katalin Varga                    |
| Politikens Publikumspris | Philippe Falardeau | Det er ikke mig ... jeg sværger! |

### 2010
| Pris                     | Instruktør                     | Film  |
| ------------------------ | ------------------------------ | ----- |
| New Talent Grand PIX     | Hélène Cattet og Bruno Forzani | Amer  |
| Politikens Publikumspris | Scandar Copti, Yaron Shani     | Ajami |

### 2011
| Pris                     | Instruktør             | Film                          |
| ------------------------ | ---------------------- | ----------------------------- |
| New Talent Grand PIX     | Alistair Banks Griffin | Two Gates of Sleep            |
| Politikens Publikumspris | Saverio Costanzo       | The Solitude of Prime Numbers |

### 2012
| Pris                     | Instruktør            | Film                |
| ------------------------ | --------------------- | ------------------- |
| New Talent Grand PIX     | Kleber Mendonça Filho | Neighbouring Sounds |
| Politikens Publikumspris | Philippe Falardeau    | Monsieur Lazhar     |

### 2013
| Pris                     | Instruktør           | Film                        |
| ------------------------ | -------------------- | --------------------------- |
| New Talent Grand PIX     | Ramon Zürcher        | The Strange Little Cat      |
| Politikens Publikumspris | Felix van Groeningen | The Broken Circle Breakdown |

### 2014
| Pris                     | Instruktør          | Film             |
| ------------------------ | ------------------- | ---------------- |
| New Talent Grand PIX     | Eskil Vogt          | Blind            |
| Politikens Publikumspris | Benedikt Erlingsson | Om heste og mænd |

### 2015
| Pris                     | Instruktør      | Film            |
| ------------------------ | --------------- | --------------- |
| New Talent Grand PIX     | Thomas Daneskov | Eliten          |
| Politikens Publikumspris | Dagur Kári      | Virgin Mountain |

### 2016
| Pris                                        | Instruktør                  | Film       |
| ------------------------------------------- | --------------------------- | ---------- |
| New Talent Grand PIX                        | Ralitza Petrova             | Godless    |
| Politikens Publikumspris                    | Guðmundur Arnar Guðmundsson | Heartstone |
| Nordisk Film Fondens Bedste Børnefilm       | Alexandra-Therese Keining   | Girls Lost |
| Politikens Fondens Bedste Kortfilm til Børn | Amalie Næsby                | Ztripes    |

### 2017
| Pris                     | Instruktør         | Film         |
| ------------------------ | ------------------ | ------------ |
| New Talent Grand PIX     | Hlynur Pálmason    | Vinterbrødre |
| Politikens Publikumspris | Philippe van Leeuw | In Syria     |
| BUSTERs Bedste Børnefilm | Izer Aliu          | Fluefangeren |

### 2018
| Pris                      | Instruktør     | Film          |
| ------------------------- | -------------- | ------------- |
| New Talent Grand PIX      | Tuva Novotny   | Blind Spot    |
| Politiken Talentpris      | Isabella Eklöf | Holiday       |
| BUSTER's bedste børnefilm | Anders Walter  | I Kill Giants |

## Galleri
- BUSTER filmfestival for børn
- Open air visning af Game of Thrones sæsonpremiere 2014
- Koncert under CPH PIX
- On location filmvisning i Københavns kanaler
- Mads Mikkelsen til CPH PIX
- Premiere på Of Horses and Men
- William Friedkin i samtale med Nicolas Winding Refn på CPH PIX
- Rød løber for åbningsgalla 2018
- Lars Von Trier og Matt Dillon på den røde løber til åbningsgalla 2018